# Лазерная коагуляция плацентарных анастомозов

Общий вид анастомозов через оптическую систему

Лазерная коагуляция плацентарных анастомозов — хирургический метод лечения синдрома фето-фетальной трансфузии, при котором наблюдается нарушение кровотока между двумя однояйцевыми близнецами в период внутриутробного развития
.
На сегодняшний день является единственным доказанным эффективным способом лечения СФФТ в случае проведения на сроках 15 — 25 недель беременности

Лазерная коагуляция анастомозов

.

## Суть методики
Методика заключается в фетоскопическом (через тончайшую оптическую систему) введении лазерного проводника сквозь переднюю брюшную стенку матери в полость матки под контролем УЗИ. Поверхностные анастомозы на плаценте, по которым кровь перетекает от одного плода другому — коагулируется лазерным лучом мощностью 35 — 60 Вт под контролем зрения (на мониторе). Данная процедура не вызывает нарушения кровотока плодов, поскольку крупные плацентарные и пуповинные сосуды не затрагиваются.

## Эффективность методики
После лазерной коагуляции хотя бы один ребёнок выживает до 95 %, двое — до 85 % наблюдений в зависимости от опыта хирурга, для сравнения — при лечении с помощью амниодренажа — не более в 60 %. Серьёзные неврологические отклонения у детей после амниодренажа встречаются в 30-40 % наблюдений, после лазерной коагуляции — не более 2 %.

## Лазерная коагуляция в Европе
В Европе лечением фето-фетального трансфузионного синдрома занимается Клиника и Поликлиника Родовспоможения и Репродуктивной Медицины Университета Галле-Виттенберг имени Мартина Лютера в городе Галле,Universitätsklinik und Poliklinik für Geburtshilfe und Reproduktionsmedizin Halle (Saale), Germany, возглавляемая профессором Чириковым М.Н, а также клиника профессора Яна Депреста. В РФ фетоскопия выполняется в Москве в Перинатальном центре 24 ГКБ, ПЦ в Балашихе, группой компаний «Мать и дитя», в Екатеринбурге в Центре ОЗМиМ.